# Pararuellia hainanensis
Pararuellia hainanensis är en akantusväxtart som beskrevs av Cheng Yih Wu och H.S. Lo. Pararuellia hainanensis ingår i släktet Pararuellia och familjen akantusväxter. Inga underarter finns listade i Catalogue of Life.